# European Cricket Council
LEuropean Cricket Council è un organo internazionale che governa il cricket in Europa. Scopo dell'organizzazione è promuovere e disciplinare il gioco del cricket, opera sotto l'egida dell'International Cricket Council, ovvero la federazione mondiale, di cui costituisce la branca europea.
Organizza periodicamente i Campionati europei di cricket.

## Nazioni membri
Test Status
- Inghilterra (England and Wales Cricket Board)
- Irlanda (Irish Cricket Union)

Associate Members
- Belgio
- Danimarca
- Francia
- Germania
- Gibilterra
- Guernsey
- Israele
- Italia (Federazione Cricket Italiana)
- Paesi Bassi (Koninklijke Nederlandse Cricket Bond)
- Scozia (Cricket Scotland)
- Jersey

Affiliate Members
- Austria
- Bulgaria
- Croazia
- Cipro
- Rep. Ceca
- Estonia
- Finlandia
- Grecia
- Isola di Man
- Lussemburgo
- Malta
- Norvegia
- Portogallo
- Slovenia
- Spagna
- Svezia
- Svizzera
- Turchia